# Grabowo (gromada w powiecie gołdapskim)
Grabowo – dawna gromada, czyli najmniejsza jednostka podziału terytorialnego Polskiej Rzeczypospolitej Ludowej w latach 1954–1972.
Gromady, z gromadzkimi radami narodowymi (GRN) jako organami władzy najniższego stopnia na wsi, funkcjonowały od reformy reorganizującej administrację wiejską przeprowadzonej jesienią 1954 do momentu ich zniesienia z dniem 1 stycznia 1973, tym samym wypierając organizację gminną w latach 1954–1972.
Gromadę Grabowo z siedzibą GRN w Grabowie utworzono – jako jedną z 8759 gromad – w powiecie gołdapskim w woj. białostockim, na mocy uchwały nr 14/V WRN w Białymstoku z dnia 4 października 1954. W skład jednostki weszły obszary dotychczasowych gromad Boćwinka, Główka, Grabowo, Jeziorki Wielkie, Marcinowo, Różyńsk Wielki, Siedlisko, Sokoły i Wronki Wielkie, miejscowości Kalniszki i Borek oraz obszar lasów państwowych leśnictwa Borek z dotychczasowej gromady Kalniszki i miejscowość Dunajek z dotychczasowej gromady Dunajek ze zniesionej gminy Grabowo w tymże powiecie. Dla gromady ustalono 19 członków gromadzkiej rady narodowej.
1 stycznia 1958 do gromady Grabowo przyłączono obszar zniesionej gromady Nasuty.
1 stycznia 1959 z gromady Grabowo wyłączono obszar lasów państwowych Nadleśnictwa Kowale Oleckie o powierzchni 96,49 ha (oddziały 292, 296 i 297) włączając go do gromady Sokółki w powiecie oleckim oraz obszar lasów państwowych Nadleśnictwa Kowale Oleckie o powierzchni 71,91 ha (oddziały 295 i 299) włączając go do gromady Kowale Oleckie w powiecie oleckim.
1 stycznia 1972 z gromady Grabowo wyłączono miejscowości Błędowo, Kamionki i Rudzie oraz część gruntów Nadleśnictwa Kowale Oleckie o powierzchni 1315,85 ha (oddziały Nr Nr 65—72, 138—151, 82—112) włączając je do nowo utworzonej gromady Pogorzel; miejscowości Suczki i Wronki Wielkie włączając je do znoszonej gromady Skocze; miejscowość Nowiny włączając ją do gromady Lisy; oraz obszar o powierzchni 20,42 ha ze wsi Boćwinka (działki Nr Nr 12, 10 i 13) włączając go do gromady Banie Mazurskie w tymże powiecie.
Gromada przetrwała do końca 1972 roku, czyli do kolejnej reformy gminnej. Z dniem 1 stycznia 1973 roku reaktywowano gminę Grabowo.